# الليالي البروسية
الليالي البروسية (الروسية: Прусские ночи) هي قصيدة طويلة كتبها ألكسندر سولجنيتسين، الذي خدم كقائدًا في الجيش الأحمر السوفييتي خلال الحرب العالمية الثانية. يصف كتاب "الليالي البروسية" مسيرة الجيش الأحمر عبر شرق بروسيا، ويركز على ما شهده سولجنيتسين من أفعال مؤلمة شملت الاغتصاب والقتل كمشارك في تلك المسيرة.
في الأصل كان الفصل الثامن من قصيدته السيرة الذاتية الضخمة يدعى Dorozhen'ka (الطريق)، والتي كتبها في عام 1947م عندما كان سجينًا في شاراشكا (معسكر البحث العلمي). لم تنجو القصيدة الأصلية، ولكن في عامي 1950م و1951م، وأثناء عمله في معسكر الأشغال الشاقة بالقرب من إيكيباستوز، أعاد سولجنيتسين الفصل الثامن والفصل التاسع (عيد المنتصرين) كقصيدتين منفصلتين. القصيدة مكتوبة بالرباعي الشعري، "تقليدًا وجدالًا مع قصيدة الحرب الروسية الأكثر شهرة، فاسيليس تيوركين لمؤلفها ألكسندر تفاردوفسكي."
القصيدة مستوحاة من تجارب سولجنيتسين الشخصية فقد كان قائدًا لبطارية مدفعية شكلت جزءًا من الجبهة البيلاروسية الثانية، التي غزت شرق بروسيا من الجنوب الشرقي في يناير 1945م. لقد سار الهجوم السوفييتي على نفس نهج الهجوم الكارثي الذي شنه الجيش الروسي الثاني بقيادة ألكسندر سامسونوف خلال الحرب العالمية الأولى؛ تعد المقارنة بالهجوم السوفييتي المنتصر هي أحد الموضوعات الأساسية في القصيدة.
أُلقي القبض على سولجنيتسين بعد ذلك بوقت قصير، في أوائل فبراير، بعد ثلاثة أسابيع من بدء الهجوم. يُعزى اعتقاله جزئيًا إلى انتقاده لمعاملة المدنيين. في القصيدة، يستذكر سولجنيتسين أعمال النهب والاغتصاب والقتل التي ارتكبتها القوات السوفيتية انتقامًا من المدنيين الألمان، وهي الأحداث التي أدت لاحقًا إلى بداية نزوح الألمان من أوروبا الشرقية.
قام سولجنيتسين بتأليف القصيدة - حوالي ألف ومائتي سطر وأكثر من خمسين صفحة - بينما كان يقضي عقوبة الأشغال الشاقة في معسكرات جولاج. كان يكتب بضعة أسطر من القصيدة كل يوم على قطعة صابون ويحفظها أثناء استخدامه لها في الاستحمام اليومي. كتب أيضًا عن كيف ساعده تأليف هذه القصيدة على النجاة من سجنه: "كنتُ بحاجة إلى صفاء ذهني، لأنني كنتُ أكتب قصيدةً لمدة عامين - قصيدةٌ مُجزيةٌ للغاية ساعدتني على عدم ملاحظة ما كان يُرتكب في جسدي. أحيانًا، بينما كنتُ أقف في صفٍّ من السجناء المُكتئبين، وسط صيحات الحراس المُدجّجين بالرشاشات، كنتُ أشعر بفيضٍ من القوافي والصور، وكأنني أطير فوق رأسي... في مثل هذه اللحظات كنتُ حرًا وسعيدًا... حاول بعض السجناء الهرب بتحطيم سيارة عبر الأسلاك الشائكة. بالنسبة لي، لم يكن هناك سلكٌ شائك. ظلّ عدد السجناء كما هو، لكنني في الواقع كنتُ في رحلةٍ بعيدة."
لقد كتب القصيدة ما بين الخمسينيات والسبعينيات من القرن العشرين وسجلها في عام 1969م؛ ولم تُنشر باللغة الروسية حتى عام 1974م عندما نشرت في العاصمة الفرنسية باريس. تُرجم الكتاب إلى الألمانية بواسطة نيكولاس إهلرت في عام 1976م، وتُرجمَ رسميًّا لأول مرة إلى الإنجليزية بواسطة روبرت كونكويست في عام 1977م.
كانت ردود الفعل النقدية متباينة. وقد استعرضتها صحيفة نيويورك تايمز على النحو التالي: "روايةٌ مُفككةٌ ومُبعثرةٌ في 1400 سطر، لا يُمكن وصفها بالشعر إلا لأنها مكتوبةٌ بوزنٍ وقافية. ولو أُرسلت إلى أي دار نشرٍ أو مجلةٍ روسيةٍ مهاجرةٍ تحمل اسمًا غير سولجنيتسين، قطعًا لرُفضت." كما وصف أحدُ المُراجعين في مجلة نيويورك ريفيو أوف بوكس رواية قصائد الليالي البروسية بأنها "ومع جميع عيوبها، إلا أنها عملٌ قويٌّ ومؤثر." أما الناقد الأدبي والمؤلف والشاعر كلايف جيمس، فقد اتخذ موقفًا أكثر إيجابيةً:
 

## قراءة مطولة
- النص الكامل لقصيدة "الليالي البروسية" باللغة الروسية، نشرته دار Ymca-Press، باريس، 1974: Прусские ночи — А. Солженицын ملف PDF، للتحميل المباشر 210 كيلوبايت (64 صفحة). طُبع في بلجيكا.
- كارل ر. بروفر، روسيا في بروسيا، نيويورك تايمز، 7 أغسطس 1977
- سولجنيتسين، ألكسندر الأول (ساييفيتش) 1918–: مقال نقدي بقلم ويليام جيه. بارينتي من سلسلة نقد الأدب